# Le mille e una notte (film 1990)
Le mille e una notte (Les 1001 nuits) è un film del 1990 diretto da Philippe de Broca.

## Trama
Il Califfo di Baghdad ha una strana abitudine: ogni notte si sposa con una giovane fanciulla e la uccide dopo averla posseduta.
Ma un giorno il califfo incontra una ragazza capace di ribellarsi al suo volere: la ragazza di nome Shèhèrazade riuscirà a scampare alla morte raccontando all'uomo una storia di una lampada magica.
Apparirà un Genio che aiuterà la fanciulla mettendosi in contatto con lei tramite la televisione.